# Терёхин, Юрий Дмитриевич
Юрий Дмитриевич Терёхин (род. 15 января 1951, Москва) — советский и российский хоккеист, защитник. Мастер спорта СССР международного класса. Тренер.

## Биография
Начал заниматься хоккеем в 715-й школе Москвы, на улице Усиевича вместе с одноклассником Александром Бодуновым. В матче на первенство Москвы из заметил тренер детской спортивной школы ЦСКА В. Ерфилов. Воспитанник ЦСКА (выпускал Николай Голомазов), победитель молодёжного чемпионата СССР 1969, 1970.
В сезоне 1970/71 стал победителем второй лиги в составе СКА. Вместе с Бодуновым, Юрием Лебедевым и Вячеславом Анисиным перешёл в «Крылья Советов». За 13 проведённых в команде сезонов сыграл около пятисот матчей. Привлекался к играм второй сборной СССР.
В сезоне 1986/87 играл за клуб второй лиги «Корд» Щёкино.
Торговал обувью на рынке в Лужниках, работал охранником на Дорогомиловском рынке.
По приглашению Александра Мальцева стал играть за ветеранский клуб «Русское золото», работал третьим тренером в «Крыльях Советов» (1998—1999, 2001—2004). Тренировал юниорскую команду «Марьино», молодёжную сборную России на турнире «Большой приз Санкт-Петербурга», был главным тренеров команд в Одинцово.

## Достижения
- Чемпион Европы среди юниоров (1970)
- Чемпион СССР (1974)
- Серебряный призёр чемпионата СССР (1975)
- Бронзовый призёр чемпионатов СССР (1973, 1978)
- Обладатель Кубка СССР (1974)
- Обладатель Кубка Европейских чемпионов (1975), финал состоялся в 1977 году
- Обладатель Кубка Шпенглера (1979)
- Участник Суперсерии с клубами НХЛ 1975—1976
- Награждён орденом «За верность хоккею» (2011)

12 ноября 2017 года под сводами Дворца спорта «Крылья Советов» был поднят стяг Терёхина № 20